# یوریکا (کانزاس)
یوریکا (به انگلیسی: Eureka) شهری در ایالت کانزاس کشور ایالات متحده آمریکا است که جمعیت آن در سرشماری سال ۲۰۱۰ میلادی، ۲٬۶۳۳ نفر بوده‌است.

## نگارخانه

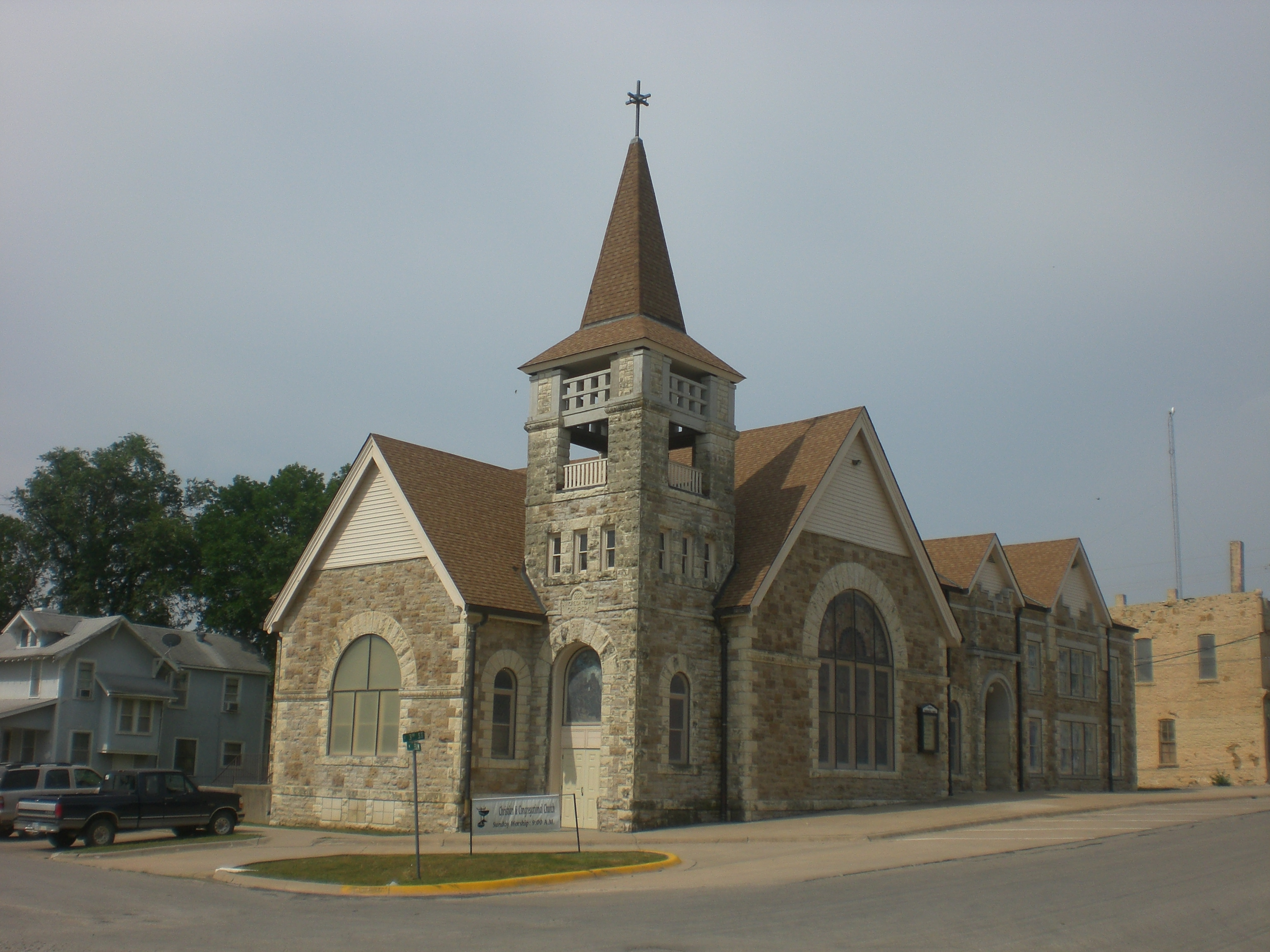
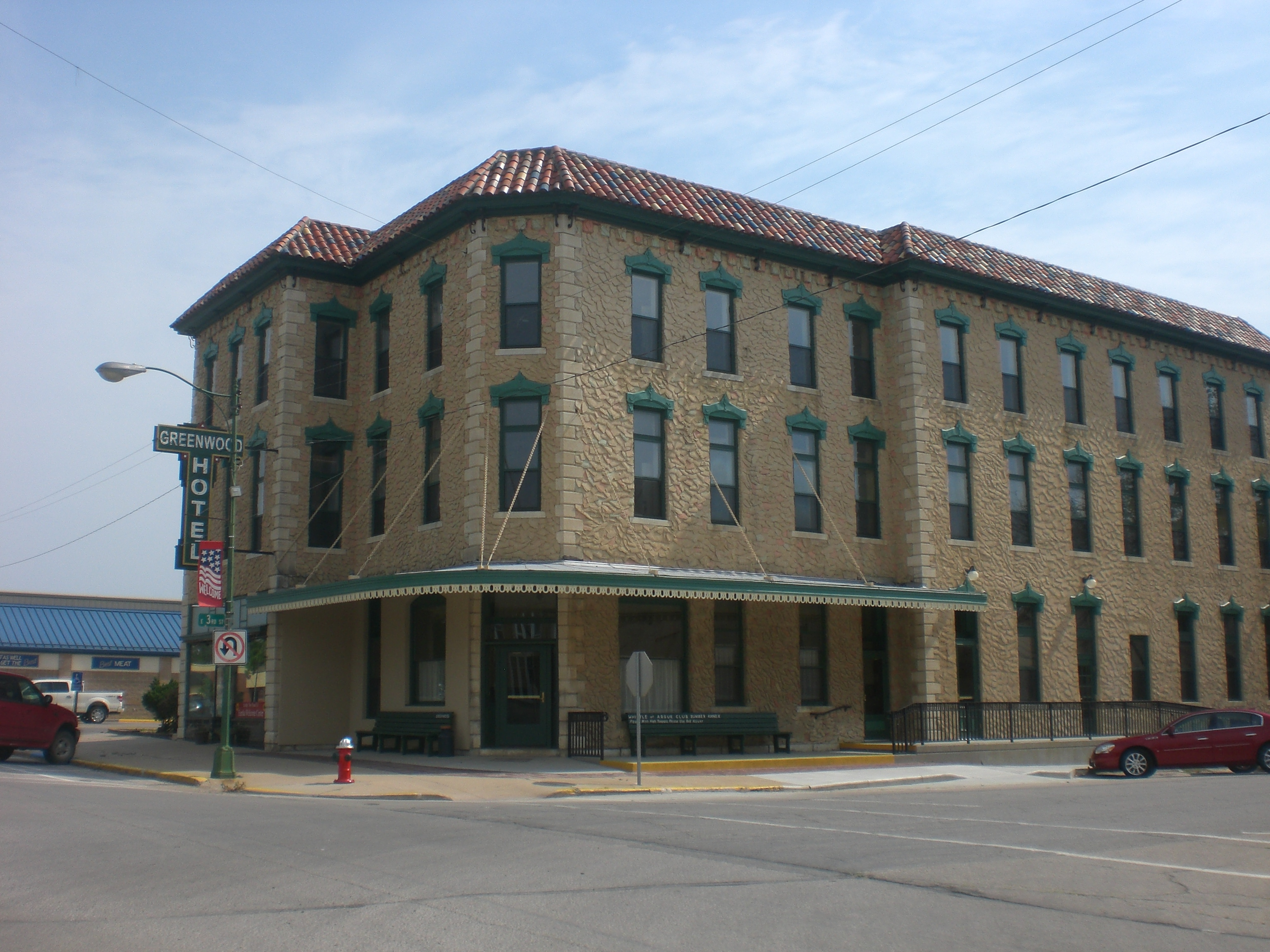